# Konthout
Konthout (Minquartia guianensis) is een altijdgroene boomsoort.
Het soort komt voor in de Zuid-Amerikaanse landen Bolivia, Peru, Ecuador, Brazilië, de Guyana's, Venezuela, Colombia, Panama, Costa Rica en Nicaragua.
De boom kan 10-25 meter hoog worden. De rechte stam kan tot 120 cm in doorsnee belopen maar heeft vaak veel gaten en plankwortels aan de basis. Het hout is erg gewild omdat het erg duurzaam is. De soort is zeldzaam geworden door intensief rooien in het wild.
De boom komt voor in droogland-regenwoud en in kapoeweri. De vrucht is smal en ovaal, eerst groen en dan geel tot rood bij rijping. De vrucht is eetbaar. De boom geeft een witte latex af wanneer de bast beschadigd wordt. In Peru zijn pogingen gedaan het samen met bakbanaan aan te planten. De boom groeit het beste als er wat schaduw is.

## Het hout
Het hout is erg zwaar en rot niet. Het is moeilijk te zagen en wordt vooral voor palen en in huizenbouw gebruikt omdat het 30-40 jaar in de grond kan staan zonder verval.